# Тајро (Канзас)
Тајро (енгл. Tyro) град је у америчкој савезној држави Канзас.

## Демографија
По попису из 2010. године број становника је 220, што је 6 (-2,7%) становника мање него 2000. године.
| Група             | 2000.       | 2010.       |
| Белци             | 204 (90,3%) | 190 (86,4%) |
| Афроамериканци    | 1 (0,4%)    | 3 (1,4%)    |
| Азијати           | 0 (0,0%)    | 1 (0,5%)    |
| Хиспаноамериканци | 1 (0,4%)    | 2 (0,9%)    |
| Укупно            | 226         | 220         |